# Памятник ушедшим на войну (Тумул)
«Памятник ушедшим на войну» — мемориальная композиция, посвящённая памяти воинов погибших в годы Великой Отечественной войны в селе Тумул, Борогонского наслега Усть-Алданского улуса, Республики Саха (Якутия). Памятник истории и культуры местного значения.

## Общая информация
После победоносного окончания Великой Отечественной войны в городах и сёлах республики Якутия стали активно возводить первые памятники и мемориалы, посвящённые павшим солдатам. Памятник ушедшим на войну в селе Тумул Усть-Алданского улуса был установлен в небольшом сквере по улице Семена Аржакова рядом со школой в 1980 году.

## История
По архивным сведениям и документам, в годы Великой Отечественной войны на территории нынешнего Борогинского наслега находились наслеги Сынаах и 2 Соттинцы. В 1965 году по инициативе участника Великой Отечественной войны, кавалера орденов Славы и Красной Звезды, Прокопьева Георгия Георгиевича, а также директора школы Петра Николаевича Ушницкого активисты населённого пункта начали собирать первые воспоминания о погибших воинах. Было выявлено, что с наслегов Сынаах и 2 Соттинцы на Великую Отечественную войну призвано 104 человека, из них 53 солдата погибли и пропали без вести на фронтах, 51 человек вернулись на Родину в Якутию.

## Описание памятника
Памятник состоит из нескольких элементов общей композиции: обелиск, два крыла с памятными досками и вечный огонь. Выполнен он из листового металла и деревянных досок, покрашен серебристой краской. Высота обелиска составляет 8 метров, площадь основания 2,5 квадратных метра. Сверху устанолвена красная пятиконечная звезда. В верхней части пьедестала закреплен макет ордена Отечественной войны. Обелиск возвышается из своеобразных крыльев, высота которых 3 метра, а в сечении имеет треугольную форму. На лицевой грани крыльев-стен размещены памятные пластины из дюралюминия, на которых нанесены имена участников Великой Отечественной войны. Памятник установлен на Железобетонная площадка являлется основанием памятника. По бокам расположены по три ступеньки, ведущие к обелиску. У основания площадки размещён вечный огонь. Слева от вечного огня установлен деревянный сэргэ (коновязь) высотой 2,45 метра и диаметром 30 см. На верхушке находится силуэт воина — солдата с поднятым над головой автоматом, который исполнен из фанеры и выкрашен в серебристый цвет. Высота силуэта солдата 1,15 метра. Общая площадь сквера 166 квадратных метра. Вся территория огорожена, узорчатым металлическим забором.
В соответствии с Приказом Министерства культуры и духовного развития Республики Саха (Якутия) «О включении выявленного объекта культурного наследия „Памятник ушедшим на войну“, расположенного по адресу Республика Саха (Якутия), Усть-Алданский улус (район), Борогонский наслег, с. Тумул, ул. Семена Аржакова», памятник внесён в реестр объектов культурного наследия народов Российской Федерации и охраняется государством.